# Maarten van 't Kruijs
Maarten van 't Kruijs (Uithoorn, 18 februari 1813 – Amsterdam, 30 maart 1885) was een Nederlandse turfhandelaar, organist en schaker. Hij gold als de sterkste speler van het land gedurende de derde kwart van de 19e eeuw in het Nederlandse schaak. Internationaal is hij bekend om de naar hem vernoemde Van 't Kruijs-opening.

## Levensloop
Van ’t Kruijs werd op 18 februari 1813 in Uithoorn geboren, waar hij het schaken leerde. Hij verhuisde op jonge leeftijd naar Amsterdam waar hij voor het grootste deel van zijn leven zou wonen. Hij werkte, evenals zijn vader, in de turfsector. Hiernaast was hij organist.
Hij was een eenvoudige en bescheiden man. Hij zou een stevige Nederlandse volkskarakter gehad hebben dat zowel uit zijn uiterlijk als uit zijn schaakspel zou blijken. Hij was bovendien een natuurtalent dat weinig tijd besteedde aan schaakstudie, simpelweg omdat zijn werk dat niet toeliet. Van ’t Kruijs was derhalve een vreemde eend in de bijt in een tijd dat het schaakspel nog een elitaire aangelegenheid was.

### Schaakcarrière

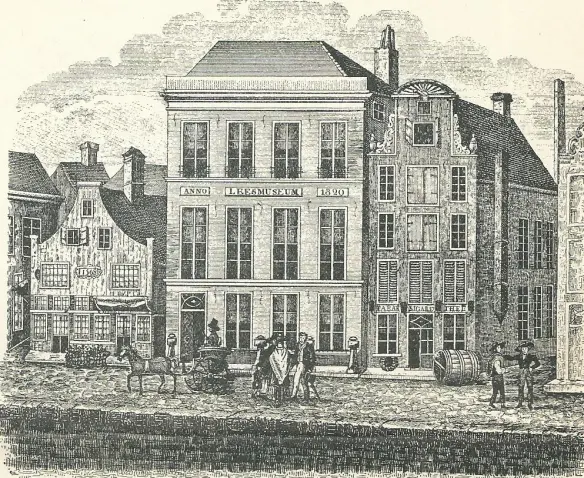
Leesmuseum aan het Rokin, Amsterdam

In Amsterdam speelde hij voor de schaakvereniging Philidor, waarvan hij tevens bestuurder was. Hij won in 1851 de door zijn vereniging in het Leesmuseum aan het Rokin georganiseerde eerste schaaktoernooi in de Nederlandse schaakgeschiedenis. Ruim een jaar later werd een schaakwedstrijd à la Van der Hoeven georganiseerd, een randomschaak-toernooi — wederom gewonnen door Van 't Kruijs, die met deze prestatie het punt maakte dat met randomschaak het echte schaaktalent nadrukkelijker tot uiting komt.
Voor lange tijd werd Van 't Kruijs beschouwd als een van de sterkste schakers van Nederland, zo niet de sterkste. De Duitse grootmeester Adolf Anderssen die onder meer tegen hem speelde gedurende zijn bezoek aan Nederland in 1861 rekende hem zelfs tot de tien sterkste schakers die hij in zijn carrière was tegengekomen. Hiermee werd tevens het beeld enigszins ontkracht dat het schaken in Nederland zo ver achterliep op de rest van de wereld.
Van 't Kruijs won het (officieuze) Nederlandse schaakkampioenschap van 1878. Tegen het einde van de 19e eeuw werd hij tot "de nestoren van het Nederlandse schaken" gerekend, samen met zijn generatiegenoten Messemaker, Dupré en de iets jongere Benima.